# Nicola Slater
Nicole Slater (ur. 14 sierpnia 1984 w Ayr) – brytyjska tenisistka.
W przeciągu kariery zwyciężyła w sześciu deblowych turniejach rangi ITF. 24 października 2011 roku zajmowała najwyższe miejsce w rankingu singlowym WTA Tour – 650. pozycję. W rankingu deblowym najwyżej była sklasyfikowana na 167. miejscu (16 września 2013 roku). W 2013 roku wraz z Lisą Whybourn otrzymała dziką kartę, dzięki której Brytyjki mogły zadebiutować w wielkoszlemowym Wimbledonie w rozgrywkach deblowych.

## Wygrane turnieje rangi ITF
| turnieje z pulą nagród 100 000 $ |
| turnieje z pulą nagród 75 000 $  |
| turnieje z pulą nagród 50 000 $  |
| turnieje z pulą nagród 25 000 $  |
| turnieje z pulą nagród 15 000 $  |
| turnieje z pulą nagród 10 000 $  |

### Gra podwójna
|    | Data       | Turniej         | Naw.          | Partnerka           | Przeciwniczki                     | Wynik          |
| 1. | 16/05/2011 | Landisville     | Twarda        | Hsu Chieh-yu        | Brooke Rischbieth Storm Sanders   | 7:5, 6:3       |
| 2. | 23/05/2011 | Sumter          | Twarda        | Bojana Bobusic      | Ebony Panoho Storm Sanders        | 4:6, 7:5, 10–6 |
| 3. | 21/05/2012 | Sumter          | Twarda        | Jan Abaza           | Elizabeth Ferris Mayo Hibi        | 7:6(1), 6:3    |
| 4. | 22/04/2013 | Charlottesville | Ceglana       | Coco Vandeweghe     | Nicole Gibbs Shelby Rogers        | 6:3, 7:6(4)    |
| 5. | 03/06/2013 | Nottingham      | Trawiasta     | Maria Sanchez       | Gabriela Dabrowski Sharon Fichman | 4:6, 6:3, 10–8 |
| 6. | 20/10/2014 | Saguenay        | Twarda (hala) | Ysaline Bonaventure | Sonja Molnar Caitlin Whoriskey    | 6:4, 6:4       |